# Depú
Depú, pseudonimo di Laurindo Dilson Maria Aurélio (Lobito, 8 gennaio 2000), è un calciatore angolano, attaccante del Radomiak Radom e della nazionale angolana.

## Carriera

### Club
Ha iniziato la carriera in patria con le maglie di Académica Lobito, Recreativo da Caála, Sagrada Esperança e Petro Atlético; nella stagione 2021-2022 ha anche disputato cinque incontri nella CAF Champions League con il Sagrada Esperança. Il 31 gennaio 2023 è stato acquistato del Gil Vicente.

### Nazionale
Il 16 novembre 2021 ha esordito con la nazionale angolana, disputando l'incontro pareggiato 1-1 contro la Libia, valido per le qualificazioni al campionato mondiale di calcio 2022.
Nel 2023 è stato convocato per la Coppa d'Africa.

## Statistiche

### Presenze e reti nei club
Statistiche aggiornate al 18 febbraio 2023.
| Stagione        | Squadra         | Campionato      | Campionato | Campionato | Coppe nazionali | Coppe nazionali | Coppe nazionali | Coppe continentali | Coppe continentali | Coppe continentali | Altre coppe | Altre coppe | Altre coppe | Totale | Totale |
| Stagione        | Squadra         | Comp            | Pres       | Reti       | Comp            | Pres            | Reti            | Comp               | Pres               | Reti               | Comp        | Pres        | Reti        | Pres   | Reti   |
| --------------- | --------------- | --------------- | ---------- | ---------- | --------------- | --------------- | --------------- | ------------------ | ------------------ | ------------------ | ----------- | ----------- | ----------- | ------ | ------ |
| gen.-giu. 2023  | Gil Vicente     | PL              | -          | -          | CP+CdL          | -               | -               | UECL               | -                  | -                  |             | -           | -           | 0      | 0      |
| Totale carriera | Totale carriera | Totale carriera | 0          | 0          |                 | -               | -               |                    | -                  | -                  |             | -           | -           | 0      | 0      |

### Cronologia presenze e reti in nazionale
| Cronologia completa delle presenze e delle reti in nazionale ― Angola | Cronologia completa delle presenze e delle reti in nazionale ― Angola | Cronologia completa delle presenze e delle reti in nazionale ― Angola | Cronologia completa delle presenze e delle reti in nazionale ― Angola | Cronologia completa delle presenze e delle reti in nazionale ― Angola | Cronologia completa delle presenze e delle reti in nazionale ― Angola | Cronologia completa delle presenze e delle reti in nazionale ― Angola | Cronologia completa delle presenze e delle reti in nazionale ― Angola |
| Data                                                                  | Città                                                                 | In casa                                                               | Risultato                                                             | Ospiti                                                                | Competizione                                                          | Reti                                                                  | Note                                                                  |
| --------------------------------------------------------------------- | --------------------------------------------------------------------- | --------------------------------------------------------------------- | --------------------------------------------------------------------- | --------------------------------------------------------------------- | --------------------------------------------------------------------- | --------------------------------------------------------------------- | --------------------------------------------------------------------- |
| 16-11-2021                                                            | Bengasi                                                               | Libia                                                                 | 1 – 1                                                                 | Angola                                                                | Qual. Mondiali 2022                                                   | -                                                                     | 62’                                                                   |
| 16-1-2023                                                             | Orano                                                                 | Mali                                                                  | 3 – 3                                                                 | Angola                                                                | CHAN 2022 - 1º turno                                                  | 2                                                                     | 38’ 79’                                                               |
| 20-1-2023                                                             | Orano                                                                 | Angola                                                                | 0 – 0                                                                 | Mauritania                                                            | CHAN 2022 - 1º turno                                                  | -                                                                     |                                                                       |
| 22-3-2024                                                             | Agadir                                                                | Marocco                                                               | 1 – 0                                                                 | Angola                                                                | Amichevole                                                            | -                                                                     | 77’                                                                   |
| 7-6-2024                                                              | Lubango                                                               | Angola                                                                | 1 – 0                                                                 | eSwatini                                                              | Qual. Mondiali 2026                                                   | -                                                                     | 46’                                                                   |
| 5-9-2024                                                              | Kumasi                                                                | Ghana                                                                 | 0 – 1                                                                 | Angola                                                                | Qual. Coppa d'Africa 2025                                             | -                                                                     | 86’                                                                   |
| Totale                                                                |                                                                       | Presenze                                                              | 6                                                                     |                                                                       | Reti                                                                  | 2                                                                     |                                                                       |